# Ichneumon nubigenus
Ichneumon nubigenus là một loài tò vò trong họ Ichneumonidae.